# アイザック・シェルビー
アイザック・シェルビー（Isaac Shelby、1750年12月11日-1826年7月18日）は、アメリカ合衆国ケンタッキー州の初代と第5代の知事であり、バージニア州とノースカロライナ州の各州議会議員を務めた。ダンモアの戦争、アメリカ独立戦争および米英戦争では軍人でもあった。知事である間に、自らケンタッキーの民兵隊を率いてテムズの戦いで勝利し、その功績でアメリカ合衆国議会から金メダルを貰った。9つの州の郡や都市および軍事基地がシェルビーに因んで名付けられた。ジョン・ディキンソンの「自由の歌」を好んだ事は、ケンタッキー州が「団結すれば立ち上がり、分割すれば倒れる」というモットーを採用した理由だと信じられている。
シェルビーの軍歴は、ダンモアの戦争で唯一の大きな戦闘であるポイントプレザントの戦いで、父の中隊の副隊長を務めたときに始まった。熟練した木樵および測量師という評判を得て、独立戦争の初期は大陸軍のために物資を集めて過ごした。戦争の後半ではシェルビーとジョン・セビアがノースカロライナに侵入したイギリス軍に対してアパラチア山脈を越える遠征隊を率いた。キングスマウンテンの戦いでイギリス軍が敗北したときは重要な役割を果たした。その功績にたいしてノースカロライナ議会から儀式用剣と1組の拳銃を贈られ、「オールド・キングスマウンテン」という渾名は一生ついて回ることになった。
戦後シェルビーはその軍隊における功績に対して贈られた土地のあるケンタッキーに移り、ケンタッキーがバージニアの郡部からアメリカ合衆国の独立した州に移行することに関わるようになった。その英雄像によって州内市民に人気があり、1792年に州選挙人団が全会一致でシェルビーを初代知事に選んだ。シェルビーはインディアンの攻撃から州を守り、最初の州政府を組織した。市民ジュネ事件を梃子にして、ジョージ・ワシントン政権を説得し、ミシシッピ川におけるスペインとの自由な貿易協定を結ばせた。
シェルビーは1期目の知事職を辞めた後、公的生活から身を退いていたが、差し迫った米英戦争のために政界に呼び戻された。ケンタッキー人はシェルビーに再度知事選に出馬し、予想される紛争時に指導してくれるよう促した。シェルビーは容易に再選され、ウィリアム・ハリソン将軍の要請でテムズの戦いでケンタッキー州部隊を指揮した。戦争が終わったときにジェームズ・モンロー大統領からアメリカ合衆国陸軍長官になるよう提案があったが、これを辞退した。シェルビーはその最後の公的任務として、アンドリュー・ジャクソンとともにチカソー族インディアンからジャクソン買収と呼ばれる土地購入を交渉する委員となった。1826年7月18日、シェルビーはケンタッキー州リンカーン郡で死んだ。

## 初期の経歴
シェルビーは1750年12月11日にメリーランド植民地のフレデリック郡（現在はワシントン郡）ヘイガーズタウン近くで生まれた。1735年にウェールズのトレガノンから移民して生きたエバンとレティシア・コックスのシェルビー夫妻の3人目の子供で次男だった。その家族は伝統的にイングランド国教会に忠実だったが、イギリス領アメリカに来た後で長老派教会員となった。これはアイザック・シェルビーがその生涯を通じて奉じる宗派になった。
シェルビーはその生まれ故郷にある学校で教育を受けた。父のプランテーションで働き、時には測量士としての仕事を見付けた。18歳の時、フレデリック郡の副保安官に指名された。シェルビーの父は、ポンティアックの反乱で儲かる事業だった毛皮貿易が混乱させられたときにかなりの額の金を失い、その2年後には家が焼けて業務記録が無くなった。その結果1770年12月に、家族ごとテネシー州ブリストルに近い地域に移転し、そこで砦と交易基地を建設した。シェルビーとその父はそこで3年間牛を飼った。
植民者とアメリカ・インディアンとの間の境界紛争であるダンモアの戦争の時、シェルビーはウィリアム・プレストン大佐からバージニア民兵隊の中尉に任官された。父の指揮するフィンキャッスル郡中隊の副隊長として1774年10月10日に雌雄を決するポイントプレザントの戦いに参戦した。若いシェルビーはこの戦闘におけるその技量と勇敢さで称賛された。勝利した民兵隊は戦場跡にブレア砦を建設した。民兵隊はそこに駐屯し、シェルビーはその副指揮官となったが、1775年7月にダンモア卿が近付きつつあるアメリカ独立戦争で植民地反逆者達がその砦を使うことを恐れ、砦の破壊を命じた。

## アメリカ独立戦争
シェルビーはその部隊が解体された後で、今日のケンタッキー大半をチェロキー族インディアンから購入していた土地会社、トランシルバニア会社のために土地の測量を行った。ただし、この取引は後にバージニア政府から無効とされた。シェルビーはトランシルバニア会社の仕事を完了した後で、バージニアで家族に合流したが、翌年ケンタッキーに戻り、そこの土地の所有権を主張し独力で改良を加えた。ケンタッキーにいるときに病気になり、1776年7月に療養のために家に戻った。バージニアに戻ると独立戦争の戦闘が行われており、バージニア安全委員会から民兵中隊の大尉に指名された。1777年、バージニア知事パトリック・ヘンリーが辺境の軍隊のために食料を確保する役をシェルビーに指名した。シェルビーは1778年と1779年も同様な役を大陸軍の部隊のために果たした。植民地の拡大に抵抗していたチェロキー族インディアンの一派チカマウガ族に対して1779年にジョン・セビアが遠征したとき、シェルビーは自分の金で食料を購入した。
シェルビーは1779年ワシントン郡からバージニア議会議員に選出された。この年遅く、トーマス・ジェファーソン知事から少佐に任官され、バージニアとノースカロライナの間の辺境境界線を設定する委員集団を護衛する任務を与えられた。その地域に到着してから直ぐにノースカロライナ知事リチャード・キャズウェルがシェルビーを大佐に格上げし、新しく設立されたサリバン郡の治安判事に指名した。
シェルビーは1780年にケンタッキーの土地を測量していて、植民地軍がチャールストンで敗北したことを聞いた。直ぐにノースカロライナに急行すると、チャールズ・マクドウェル将軍からイギリス軍に対してノースカロライナ境界を守るために援助要請があった。シェルビーは300名の民兵を纏めると、サウスカロライナのチェロキー・フォードでマクドウェル将軍部隊と合流した。7月31日朝、600名の部隊でパコレット川沿いにイギリス軍が守るシッケティ砦を囲んだ。シェルビーは即座に降伏を要求したが、イギリス軍は拒んだ。シェルビーは部隊兵をマスケット銃の射程まで進ませ、再度降伏を要求した。その砦は攻撃に耐えられそうにも見えたが、イギリス軍指揮官は度胸を無くしており降伏した。シェルビーは1発も放たずに94名を捕虜にした。
シッケティ砦の降伏に続いてシェルビーはイライジャ・クラーク中尉のゲリラ隊と合流した。この部隊はイギリス軍のパトリック・ファーガソン少佐に追われていた。8月8日朝、シェルビー隊の何人かが果樹園で桃を集めていると、偵察に来たファーガソンの部隊数名に急襲された。シェルビーの部下は直ぐに武器を取ってイギリス軍の偵察隊を追い返した。しかし、間もなくイギリス軍に援軍が着いて植民地軍が後退させられた。一方の部隊が補強されると優勢になり、また片方の部隊が補強されて押し返すというパターンが続いた。ファーガソンの主力1,000名が到着したのは、シェルビー隊が勝っているときだった。シェルビー隊は勢力で負けたために、イギリス軍のマスケット銃が届かない近くの丘に後退した。安全地帯に入ったシェルビー隊がイギリス軍を野次ると、ファーガソン隊はその地域から撤退した。これでシーダースプリングスの戦いが終わった。
マクドウェル将軍は続いてエノリー川沿いのイギリス軍宿営地、マスグラブズミルを占領するようシェルビーとクラークに命令した。植民地軍は敵部隊が拮抗するぐらいの勢力があると思ったが、先行した斥候が宿営地には約500名のイギリス兵が戦闘の準備をしているという情報をもたらした。シェルビーの兵士や馬はあまりに疲れすぎて撤退もできず、急襲の可能性も無くなっていた。シェルビーは兵士達に近くにある木材や枝で胸壁を造るよう命令した。30分で急拵えの砦が完成し、25名の騎手がイギリス軍の攻撃を促すために突撃を掛けた。イギリス軍は彼等を追って来て植民地軍の主力と対することになった。植民地軍は数では負けていたが数人のイギリス軍士官を戦死させ、イギリス部隊を逃亡させた。

### キングスマウンテンの戦い
シェルビーとクラークはマスグラブミルの戦いで逃亡したイギリス兵を追わないことにした。その代わりにナインティシックスにあるイギリス軍の砦を標的にすることにした。そこでならファーガソンを見付けられると考えた。しかし、そこへ向かう途中で、ホレイショ・ゲイツ将軍がキャムデンの戦いで敗れたという報せが入った。チャールズ・コーンウォリス将軍の後ろ盾を得て、ファーガソンはその全軍でシェルビー隊に向かってくる可能性があったので、シェルビーはアパラチア山脈を越えてノースカロライナに退いた。

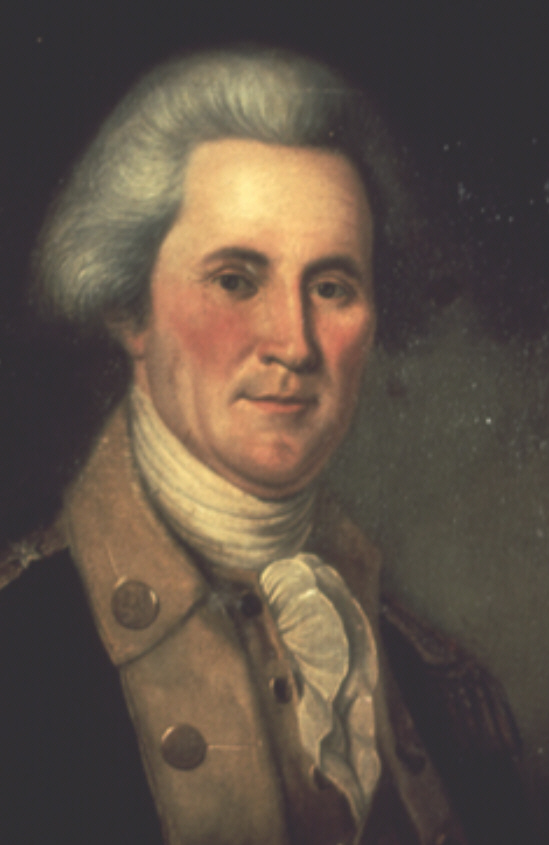
ジョン・セビア、セビアとシェルビーがキングスマウンテンの戦いで植民地軍を勝利に導いた。

植民地軍が撤退すると、大胆になったファーガソンは釈放した捕虜1人に山を越えさせ、植民地軍にその抵抗を止めること、さもないと田畑を荒らすぞと警告してきた。このことに怒ったシェルビーとジョン・セビアはイギリス軍に対する次の襲撃作戦を立て始めた。シェルビーとセビアはそれぞれ240名の兵士を集め、これにバージニアのワシントン郡からウィリアム・キャンベルの400名、ノースカロライナのバーク郡とラザフォード郡からチャールズ・マクドウェルの160名が合流した。この部隊は9月25日にシカモアショールズに結集した。続いてブルーリッジ山脈の剣呑な地形を過ぎ、9月30日にノースカロライナのモーガントン近くにあるマクドウェルの領地に到着した。ここではサリー郡とウィルクス郡からベンジャミン・クリーブランド大佐とジョセフ・ウィンストン少佐の率いる350名が合流した。
合流した部隊はファーガソン隊をキングスマウンテンに追跡した。そこではファーガソンが防御を施し、「全能なる神と地獄からの反逆者」でなければ、そこから排除することはできないと宣言していた。キングスマウンテンの戦いは1780年10月7日に始まった。シェルビーはその部隊に樹木から樹木に渡って前進し樹木の背後から射撃するよう命令した。このやり方は以前に対戦したインディアンが使っていたので、「インディアン・プレイ」と呼んだ。ファーガソンは3つの別々のタイミングで銃剣突撃を命じてシェルビーの部隊を撃退しようとしたが、最後は植民地軍がファーガソン隊をその陣地から追い出した。ファーガソンとその主要な士官達は戦いに負けたと考え、撤退を試みた。植民地軍はファーガソンを殺せと指示されていた。セビアの兵士が同時にファーガソンの両腕を破壊し、その頭蓋を貫通して乗っていた馬から落とした。指揮官が倒されたのを見たイギリス兵は降伏の白旗を振った。
キングスマウンテンはシェルビーの軍歴で最高の時であり、このことから「オールド・キングスマウンテン」という渾名も貰った。ノースカロライナ議会はこの功績でシェルビーとセビアに感謝状を出すことを票決し、両者に2挺の拳銃と儀式用の剣を贈るよう命令した（シェルビーは1813年に議会に請求するまでこれらの贈り物を受け取れなかった）。
植民地軍と捕虜達がキングスマウンテンからの行軍を始めたときに、イギリス軍がナインティシックス砦で9人の植民地軍捕虜を絞首刑にしたこを知った。これはこの地域で初めての出来事ではなく、憤激した植民地人はカロライナではもう絞首刑をやらせないと誓った。部隊の中から陪審員を集めたがこれはノースカロライナの判事が居たので合法だった。植民地人は任意に捕虜を選りだし、窃盗から放火殺人までの罪で告発した。その夜までに陪審員は36人の捕虜を有罪とし、絞首刑を宣告した。しかし、最初の9人が刑に処せられた後で、シェルビーはその停止を命じた。その命令について理由を述べなかったが、それでも命令は守られ、残った「死刑囚」は仲間の捕虜の所に戻った。
キングスマウンテンの勝者と捕虜達は10月10日朝早くにマクドウェルの領地に戻った。そこからは何人かの指揮官とその部隊が別々の道に進んだ。シェルビーとその部隊はダニエル・モーガン将軍の部隊とサウスカロライナのニュープロビデンスで合流した。そこにいる間にシェルビーはモーガンにナインティシックス砦とオーガスタを占領するよう進言した。というのも、そこにいるイギリス軍がチェロキー族インディアンに武器を供与し開拓者達を襲わせていると考えたからだった。モーガンはその作戦に同意し、その地域の植民地軍最高指揮官のホレイショ・ゲイツも同意した。シェルビーはその作戦が実行されることを確信し、翌年春に300名の部隊を連れて戻ってくると約束して家に戻った。モーガンはナインティシックス砦に向かう途中で、イギリス軍バナスター・タールトンに攻撃され、カウペンスの戦いで決定的な勝利を奪った。シェルビーは後に、シェルビーが家に帰った数日後にゲイツを解任したナサニエル・グリーン将軍がカウペンスでの最大の功績を主張したという事実を悔やんだ。モーガンにその作戦を始めるようにしたのはシェルビーの作戦だった。

### 戦争後半の任務とケンタッキー州定着
シェルビーが故郷に帰ると、父が植民地開拓者とチカマウガ族との間の条約を交渉する委員に指名されていた。この任務のためにグリーンのもとに帰るのが遅れたが、1781年10月にシェルビーとセビアは600名のライフル銃部隊を率いてサウスカロライナのグリーン軍と合流した。グリーンはシェルビーとセビアの部隊を、イギリス軍のコーンウォリス将軍がチャールストンから戻ってくるのを防ぐことに使おうと考えた。しかし、コーンウォリス将軍はシェルビーとセビアが到着してから間もなくヨークタウンの包囲戦で敗れたので、グリーンはシェルビー達をピーディー川沿いにいるフランシス・マリオン将軍の部隊と合流させるために派遣した。シェルビーとヘゼキア・マハム大佐はマリオンの命令に従い、1781年11月27日にモンクスコーナー近くのフェアローンにあったイギリス軍の砦を占領した。
シェルビーは野戦指揮にありながら、ノースカロライナ議会議員に選出された。シェルビーは1781年12月の議会に出席するために軍隊からの休暇を願い出て認められた。シェルビーは1782年にも再選されて、その年の4月の会期に出席した。1783年初め、カンバーランド川沿いに兵士達が主張する優先権について調査するコミッショナーに選ばれた。
1783年4月、シェルビーはケンタッキーに戻り、ブーンズバラに居を構えた。4月19日にはスザンナ・ハートと結婚した。この夫妻には11人の子供が生まれた。長女サラはエフライム・マクドウェル博士と結婚し、末娘のレティシアは後のケンタッキー州務長官チャールズ・スチュワート・トッドと結婚した。11月1日、シェルビー家はリンカーン郡のノブ・リック付近に移り、その兵役の報酬で得た土地に入った。1783年、シェルビーはトランシルバニア神学校（後のトランシルバニア大学）の理事に指名され、1787年12月1日、有効知識推進のためのケンタッキー協会を設立した。
シェルビーは1784年には既にケンタッキーをバージニアから分離する運動を始めた。この年、インディアンに対する遠征隊を率いることと、バージニアからケンタッキーを分離することを検討する協議会に出席した。その後も1787年、1788年および1789年に開催された協議会の代議員となり、ケンタッキー憲法制定に動いた。これら協議会の間に、ジェイムズ・ウィルキンソンのケンタッキーをスペインと連携させるという計画の阻止に貢献した。1791年、シェルビーとチャールズ・スコット、ベンジャミン・ローガンはバージニア州議会によって選ばれたケンタッキー地区のための戦争委員会に入った。シェルビーはリンカーン郡の長官にもなった。1792年、最初のケンタッキー憲法の枠組みを決める最終協議会の代議員になった。

## ケンタッキー州知事としての1期目
新しい憲法の下で有権者が選挙人を選び、選挙人が知事とケンタッキー州議会上院議員を選出した。シェルビーは積極的に知事職を求めた兆候は無いが、1791年5月17日に選挙人の全員一致で知事に選ばれた。シェルビーは1792年6月4日に知事に就任したが、この日はケンタッキー州がアメリカ合衆国の州として認められた日だった。シェルビーは積極的に党派活動をしてはいないが、民主共和党員だと認識された。その任期の大半は基本法、軍事的な組織および税構造の設立に献げられた。
シェルビーの主要な関心の一つは辺境を守るために連邦政府の援助を仰ぐことだった。ケンタッキー州人はオハイオ川の北にいるアメリカ・インディアンと宣戦布告なき戦争をしており（北西インディアン戦争）、アメリカ合衆国陸軍長官ヘンリー・ノックスからはインディアンに対して攻撃的軍事行動を採らないよう命令されていた。さらに、州民兵の徴兵期間を30日間に制限する連邦規定の制約を受けており、あまりに短すぎて有効なものにはならなかった。新生間もない州の貧弱な資源ではインディアンの攻撃から最も脆弱な地域を守るだけで精一杯だった。一方、ケンタッキー州人はインディアンがイギリスに扇動され物資の補給を受けていると疑っていた。
シェルビーはワシントン大統領に援助を訴えた。ワシントンは"マッド"・アンソニー・ウェイン将軍を指名して、北西部領土からインディアンを追い出すように命令することで反応した。ウェインは1793年5月にワシントン砦（今日のオハイオ州シンシナティ）に到着したが、連邦政府のコミッショナー達が依然としてインディアンとの条約を結ぶべく交渉中だったので、即座の行動を執れなかった。ウェインはケンタッキー州から1,000名の志願兵を要求したが、これに応ずる者が少なく、シェルビーは強制徴募に訴えた。兵士達が到着した時までに冬が始まった。シェルビーは兵士達に家に帰り、春に出直してくるよう命令した。
インディアンによる攻撃が多かった冬に、シェルビーの弟エバン・シェルビー3世が命を落とすことがあった後で、ケンタッキー州民兵隊は1794年初期にインディアンに対して幾つか小さな勝利を挙げた。春にはウェインの軍隊要求に対する反応が熱心なものになった。1,600名の志願兵がグリーンビル砦に集まり、急いで訓練された。8月までに、ウェインはインディアンに対する攻勢を始め、8月20日のフォールン・ティンバーズの戦いで決定的な打撃を与えた。この勝利とそれに続くグリーンビル条約によって領土が確保され、シェルビーはこの条約で西部の開拓者に課された制限の幾らかには賛成しなかったが、その要求事項を守り、その統治下にあった者達に強制した。
シェルビーの任期でもう一つの大きな関心事はミシシッピ川の自由な航行であり、これは州経済の利益にとって重要なことだった。スペインは政治的な理由でニューオーリンズの港をアメリカ人に対して閉ざしていた。これはケンタッキー州の農夫が生産するタバコ、小麦粉および麻にとって自然の市場となるはずであり、陸路を通っての搬送は利益を出すには費用が掛かりすぎた。このことは土地投機家達にその投資に見合う利益を出させるためにこの地域に移民を連れてくることを難しくしていた。多くのケンタッキー州人は連邦政府がこの状態を改善するために決定的に、また素早く行動しないと感じていた。

### 市民ジュネ事件
ケンタッキー州人がイギリス人やスペイン人を嫌悪する一方で、フランスに対しては強い親近感を持っていた。彼等はフランス革命から立ち上がった共和政府を称賛しており、アメリカ独立戦争時のフランスの援助を忘れていなかった。一般に市民ジュネと呼ばれるフランス大使エドモン＝シャルル・ジュネが1793年4月にアメリカ合衆国に到着したとき、ジョージ・ロジャース・クラークは既に西部のスペインの土地を占領するため遠征を検討していた。ジュネの代理人アンドレ・ミショーがケンタッキー州に派遣され、クラークの遠征に向けたケンタッキー州人の支持を評価した。ミショーがシェルビーと会見したときに、アメリカ合衆国国務長官トーマス・ジェファーソンとケンタッキー州上院議員ジョン・ブラウンからの紹介状を携えていた。

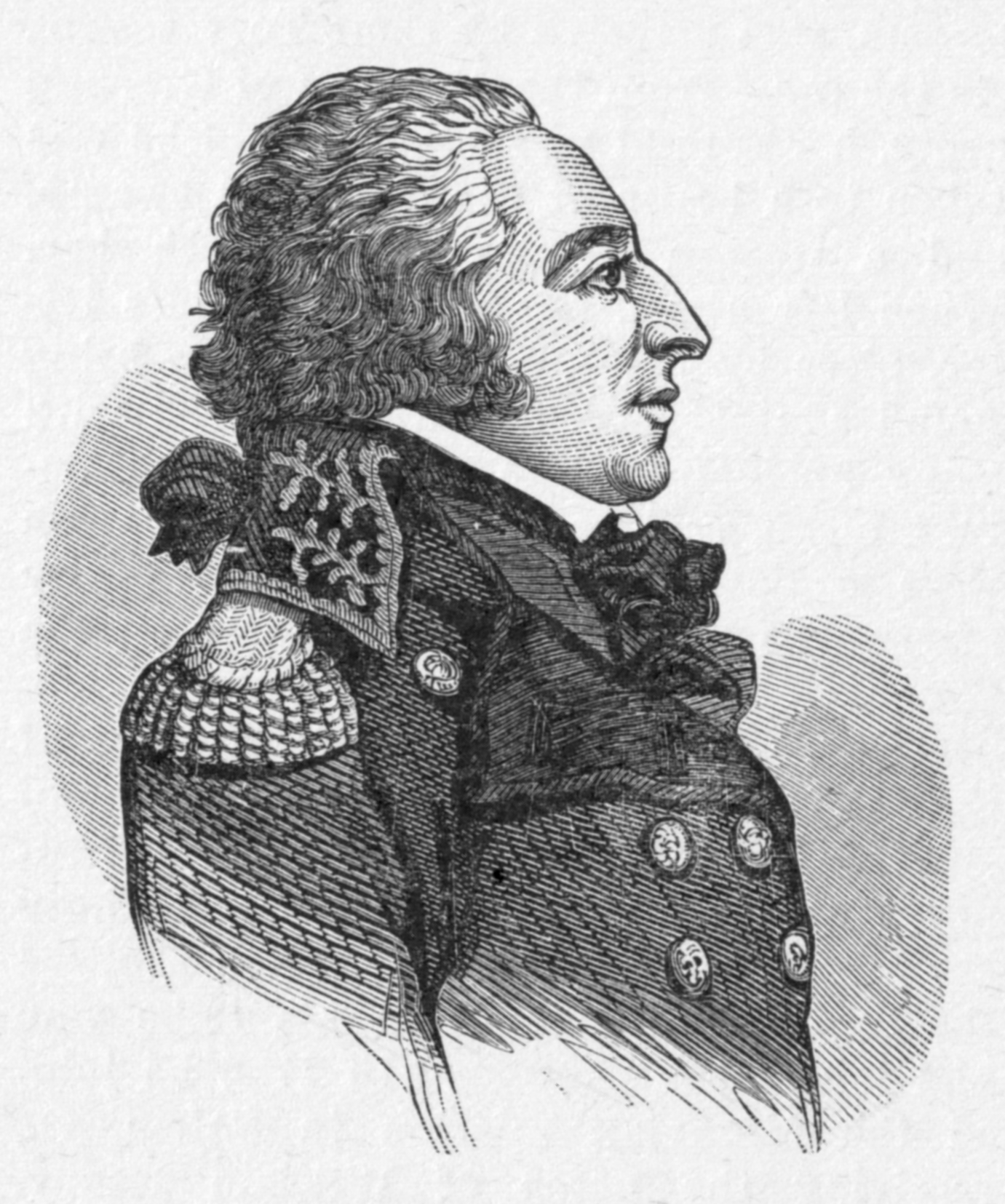
エドモン＝シャルル・ジュネ、シェルビーはジュネの計画を助けないよう警告された

ジェファーソンはシェルビー宛てに別の手紙を書いており、フランスの計画を援助することに対する警告と、ミシシッピ川での交易についてスペインとの交渉が進行中であることを伝えていた。ジェファーソンがその手紙を1793年8月29日に発送したとき、それがシェルビーとミショーが会う前に届くと思っていたが、シェルビーはそれを10月まで受け取れなかった。9月13日、ミショーはシェルビーに会ったが、シェルビーがミショーを助けることに合意したという証拠は無い。シェルビーは遅れてきたジェファーソンの手紙に対する返事で、ケンタッキー州人は「連邦政府に対する義務感を強く持っているので、合衆国を傷つけるような事業には参加しない」ことを請け合った。
11月、シェルビーはジュネのもう1人の代理人シャルル・デルポーからの手紙を受け取った。デルポーはスペイン支配地域に対する遠征のために補給物資を確保するために派遣されてきたと打ち明け、シェルビーがこの計画に関与した個人を逮捕するよう指示されているかを尋ねた。シェルビーは3日後に返書を出し、フランスに援助することに対するジェファーソンの警告を伝えた。シェルビーがジュネの計画に与したという証拠が無いにも拘わらず、ジェファーソンもノックスも再度シェルビーに警告する必要があると考えた。ジェファーソンはケンタッキー州内にいると考えられるフランスの代理人に関する名前とその詳細を与え、その逮捕を奨励した。ノックスはさらに一歩進んで、ケンタッキーが力でフランスに抵抗するような事態が必要となった場合に、その費用は求償できることを示唆した。アンソニー・ウェイン将軍はその騎兵隊が州内に配置されていることを知らせてきた。北西部領土知事のアーサー・セントクレアも、ジュネと協力することについてシェルビーに警告してきた。
シェルビーはジェファーソンに対する返書の中で、その選挙民に対して力で干渉する法的権限があるかどうかを尋ね、そうする事への個人的嫌悪感を表明していた。
シェルビーはジェファーソンに「私は常にケンタッキー州知事としてアメリカ合衆国大統領が憲法に沿って私に要求するとみなすもの全てを実行するのが任務と考えている」と請け合って、この中途半端な関与を穏やかに収めた。
1794年3月、おそらくはシェルビーの心配に答えるために、連邦議会は侵入や暴動の場合に連邦政府に追加権限を認める手段を成立させた。ジェファーソンの後継者エドムンド・ランドルフは実際にシェルビーの手紙を受け取っており、手紙でシェルビーの意のままにできる新しい権限を伝え、またフランスの新しい政府がジュネを呼び戻したことも伝えた。2ヶ月後にジュネの代理人はケンタッキー州における活動を止め、危機の可能性は去った。1795年、ワシントン大統領はミシシッピ川でアメリカ人が交易を行う権利を確保する合意をスペインとの間に取り付けた。
シェルビーは新しい州政府を形成するときに巻き込まれた大きな課題や問題をうまく処理することで、ケンタッキー州を安全で財政的に健全な状態にした。ケンタッキー州憲法は知事が2期続けてその職に就くことを禁じていたので、シェルビーは1796年に任期が終わったとき、リンカーン郡の所有地であるトラベラーズレストに隠棲した。その後の15年間は農場の運営に専念した。6期連続して大統領選挙人に選ばれたが、これがこの15年間に唯一公衆の前に姿を表す機会だった。

## 知事としての2期目
1812年のケンタッキー州知事にはガブリエル・スローターが有力だった。スローターが候補となるために唯一つの障害があった。アメリカ合衆国、フランスおよびイギリスの間の緊張関係が募り、開戦になる恐れがあった。この見込が差し迫ってくると、シェルビーの名前が知事候補として巷に流れ始めた。シェルビーの近くに住んでいたスローターはシェルビーを尋ねて出馬するつもりがあるかを尋ねた。シェルビーはその指導力を必要とする国家的な非常事態が出てこない限り、そうするつもりはないと請け合った。この答えに満足したスローターはその選挙運動を始めた。
ヨーロッパ列強との関係が悪化し、1812年6月18日、アメリカ合衆国はイギリスに宣戦布告して、米英戦争が始まった。ケンタッキー州の最高執行官としてシェルビーに復帰させる要求が大きくなった。7月18日、選挙まで1ヶ月も無かったが、シェルビーは立候補に嫌々従い、出馬を宣言した。
選挙運動の間、シェルビーの政敵、中でもハンフリー・マーシャルは、ジュネ事件に関するジェファーソンの2回目の手紙に対するシェルビーの反応を批判し、アメリカ合衆国に対するその忠誠心に疑問を投げ掛けた。シェルビーはその手紙に要領を得ない反応をしたことは、西部の状況に連邦政府の注意を引くためだったと主張した。シェルビーはその策略が働いた証拠として、ワシントンとスペインの間に合意ができたことを挙げた。また、フランスの計画は失敗することになると当時にの手紙に書いていたとも主張した。
スローターの支持者達はシェルビーの老齢（62歳になろうとしていた）を嘲って、「オールド・ダディ・シェルビー」と呼んだ。あるケンタッキー州の新聞は、シェルビーがキングスマウンテンの戦いから逃亡 (run) したという匿名記事すら掲載した。シェルビーの敵ですらその話を信じる者は少なかったが、シェルビーの支持者とシェルビー自身は州内新聞に書状で反応した。ある支持者はこれらの反応を「シェルビー大佐がキングスマウンテンで逃亡したと報じられている。その通りだ。かれは先ず敵に向かって走った (run) 。...約47分間の行動の後に再び900名の捕虜と走った (run) 」と書くことで特徴付けた。
遊説が8月に入ると、シェルビーは勝利をより確信するようになり、州議事堂に戻る準備を始めた。1万票差の勝利を予測していたが、最終的には17,000票以上の差となった。シェルビーが就任したことで、ケンタッキー州知事としては初めて返り咲きで執務する者となった（第2代知事のジェイムズ・ゲアリドは、任期中に憲法が改訂されたので、特別立法による除外事項として1796年と1800年に2期続けて就任することを認められていた）。

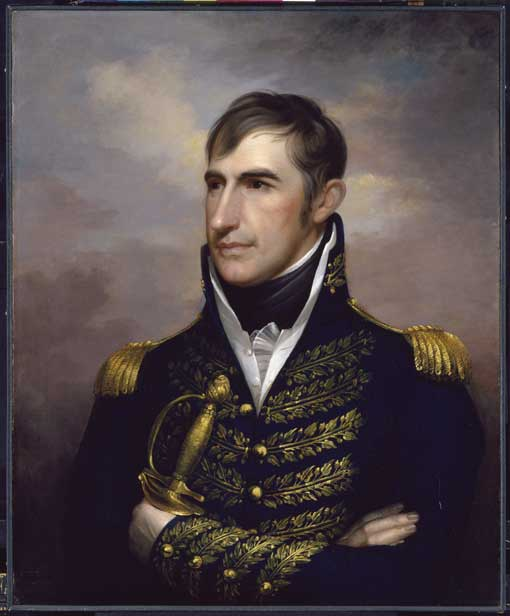
ウィリアム・ハリソン、米英戦争の時にシェルビーが北西部での連邦軍指揮官に選んだ。

戦争に向けた備えがシェルビー2期目の仕事を多く支配した。就任の2日前にシェルビーは退任するチャールズ・スコット知事と州議事堂で会って、ウィリアム・ハリソンをケンタッキー州民兵隊長に指名した。これは憲法でその地位がケンタッキー州生まれの者に限るとされていたことに違背していた。ハリソンは既にインディアナ州とイリノイ州の民兵隊長であり、ウェイン砦防衛に急行する前にケンタッキー州ニューポートでケンタッキー州の志願兵を引き取っていった。
シェルビーはジェームズ・モンロー大統領に働きかけて北西部の全ての軍隊をハリソンに指揮させるようにした。モンローは同意し、既にジェイムズ・ウィンチェスターを指名していたのを取り消した。州単位では、シェルビーが民兵法を改正し、18歳から45歳までの男性全てを軍務に就く資格あるものとした。牧師はこの規定から外された。7,000人の志願兵が入隊したが、それ以上の者が拒否した。シェルビーは州内の女性にケンタッキー州部隊のために縫製品や編み物を作るよう奨励した。
連邦政府の戦争遂行計画についてのシェルビーの信頼は多くのケンタッキー州人が戦死したフレンチタウンの戦いでの惨事によって揺り動かされた。シェルビーは機会が来れば自ら戦争遂行を助けると誓い、議会からもそうすることを認められた。1813年3月、ハリソンはケンタッキー州に1,200名の追加を養成し、メグス砦で落ち合うこととした。シェルビーは要請されただけの人員をグリーン・クレイ将軍に付けて派遣し、その中には長男のジェイムズが従っていた。この援軍がメグス砦に到着すると、砦はイギリス軍とインディアンの連合軍に包囲されていた。クレイの部隊は包囲を止めさせることができたが、多くの者がインディアンに捕まって虐殺された。初めに入った報告書ではジェイムズ・シェルビーが戦死した者の中に入っていたが、後に捕獲されたことが分かり、捕虜交換で返された。
1813年7月30日、ハリソン将軍が再度シェルビーに手紙を送り志願兵を養成してきたが、このときはシェルビーが自ら部隊を率いてくることを求めていた。シェルビーはハリソンが求めてきた数字の2倍にもなる、3,500名の志願兵隊を起ち上げた。後に知事になったジョン・J・クリッテンデンがシェルビーの副官になった。シェルビーはこのとき少将になって、ハリソンの部隊に合流し、このときの作戦はテムズの戦いにおけるアメリカ軍の勝利で頂点に達した。
ハリソンが陸軍長官ジョン・アームストロング・ジュニアに宛てたこの戦闘の報告書で、シェルビーについて「私はシェルビー知事（の功績）についてどのように表現していいか分からない。私の賛辞では彼の功績に届かないと確信している」と告げた。1817年、シェルビーは連邦議会の感謝状を受け取り、戦争中の功績に対して議会の金メダルを与えられた。シェルビーの友人達はアメリカ合衆国副大統領に立候補するよう勧めたが、シェルビーは即座にかつきっぱりと辞退した。

## その後の人生と死
1816年にシェルビーが知事を辞めると、モンロー大統領はシェルビーに陸軍長官就任を提案したが、シェルビーは高齢を理由に辞退した。シェルビーは既にケンタッキー州聖書協会の設立メンバーであり、1816年のアメリカ新聖書協会副会長を務めることに同意していた。ダンビル長老派教会の信心深い信者だったが、1816年に自費で無宗派教会を建設した。1818年、アンドリュー・ジャクソンに同行して、チカソー族インディアンからジャクソン買収と呼ばれる土地購入を交渉した。また、1818年にケンタッキー州農業協会の初代会長になり、1819年にはセンター大学の初代理事会で議長を務めた。
1820年、シェルビーは右腕と脚の麻痺に襲われた。1826年7月18日にリンカーン郡の自宅で卒中で死んだ。その地所であるトラベラーズレストの中に埋葬された。ケンタッキー州は1827年にその墓の上に祈念碑を建立した。1952年、シェルビー家の墓地は州政府に寄贈され、アイザック・シェルビー墓地州立歴史史跡となった。
シェルビーの愛国心はケンタッキー州のモットーである「団結すれば立ち上がり、分割すれば倒れる」を作らせることになったと信じられている。1768年にジョン・ディキンソンが作曲した「自由の歌」を好んだが、この歌には「彼等は手を携えて集まり、全てが勇敢なアメリカ人だ。団結すれば我々は立ち上がり、分割すれば我々は倒れる」という節がある。シェルビーはケンタッキー州章を考案した者たとされることがあるが、その公的記録ではジェイムズ・ウィルキンソンが提案したことを示している。

### アイザック・シェルビーに因む地名
9つの州の郡がアイザック・シェルビーの栄誉を称えて名付けられた。また多くの都市や軍事施設も同様である。

### 郡
- アラバマ州シェルビー郡
- イリノイ州シェルビー郡
- インディアナ州シェルビー郡
- アイオワ州シェルビー郡
- ケンタッキー州シェルビー郡
- ミズーリ州シェルビー郡
- オハイオ州シェルビー郡
- テネシー州シェルビー郡
- テキサス州シェルビー郡

### 軍事施設
- ミシシッピ州キャンプ・シェルビー[64]
- ミシガン州シェルビー砦[65]
- ウィスコンシン州シェルビー砦[66]

### 都市と町
- ミシガン州オセアナ郡シェルビー[67]
- ニューヨーク州シェルビー[63]
- ノースカロライナ州シェルビー[68]
- オハイオ州シェルビー[69]
- イリノイ州シェルビービル[63]
- インディアナ州シェルビービル[63]
- ケンタッキー州シェルビービル[63]
- ミズーリ州シェルビービル[63]
- テネシー州シェルビービル[70]
- テキサス州シェルビービル[71]